# Iamgold
Die International African Mining Gold Corporation (Iamgold) (Eigenschreibweise: IAMGOLD) ist ein kanadisches Bergbauunternehmen mit Firmensitz in Toronto. Es wurde 1991 von Mark Nathanson und William Pugliese für die Goldförderung in Mali gegründet. Die heutigen Gold- und Niob-Bergwerke des Unternehmens befinden sich in Westafrika, Suriname und Kanada, dort arbeiten rund 5400 Personen. 2012 produzierte das Unternehmen 830.000 Feinunzen Gold und 4700 Tonnen Niob. Der Umsatz lag bei 1,67 Milliarden, der Gewinn bei 334,7 Millionen US-Dollar.
Das Unternehmen ist Mitglied im World Gold Council.

## Geschichte
Der Geschäftsmann Mark Nathanson begann 1988 Verhandlungen mit der Regierung Malis, um in der Region Kayes nach Gold suchen zu dürfen. Auf die Verdienstmöglichkeiten im afrikanischen Goldgeschäft war er von kanadischen Geschäftspartnern hingewiesen worden, die dort schon länger aktiv waren. Im März 1988 gründete Nathanson die AGEM Limited. Nachdem im Januar 1990 die Konzession für das 13.000 Quadratkilometer große Sadiola-Gebiet erteilt worden war, gründeten Mark Nathanson und der ihm von früheren Geschäften bekannte William Pugliese im März 1990 die International African Mining Gold Corporation als Mutterunternehmen für die AGEM Limited. 1991 und 1992 führte ein kanadisches Ingenieurbüro im Auftrag von Iamgold geologische Untersuchungen in Sadiola durch. Zusammen mit Anglogold Ashanti (damals Anglo American) bildete Iamgold 1992 ein Joint Venture. Dieses Tochterunternehmen beider Firmen bereitete das Gebiet für den Abbau vor und betrieb ab 1996 die Sadiola-Mine. Im Februar 1996 verkauften Nathanson und Pugliese einen Teil des Unternehmens, der Ausgabepreis für die 10,4 Millionen Stammaktien lag bei 5,75 kanadischen Dollar. Nach dem Teilverkauf hielten die Gründer des Unternehmens und leitende Mitarbeiter 74 Prozent, private Investoren 26 Prozent der Unternehmensanteile. Am 8. März 1996 wurde die Aktie erstmals an der Toronto Stock Exchange gehandelt, ab 2001 auch an der American Stock Exchange. 1997 kauften Iamgold und Anglo American die Konzession für das Yatela-Gebiet in Ghana von Eltin Limited of Australia. An der Tarkwa-Mine und der Damang-Mine in Ghana war Iamgold seit 2003 mit 18,9 Prozent beteiligt. Nach dem Gang an die New York Stock Exchange 2005 erwarb die Gesellschaft im März 2006 von Gallery Gold die Mupane-Mine.
Durch die Übernahme von Cambior Inc. im November 2006 kam die Gesellschaft in den Besitz der Niobec-Mine, der Sleeping-Giant-Mine, der Doyon Division und der Westwood-Lagerstätte (alle in Kanada) und des Camp-Caiman-Projekts in Französisch-Guayana. Die jährliche Goldproduktion stieg dadurch von 447.066 Feinunzen 2005 auf 964.804 Feinunzen 2007. Ende 2006 erwarb Iamgold von Golden Star Resources die Rosebel-Mine in Suriname. Orezone Resources und deren Essakane-Mine wurden im Februar 2009 akquiriert. Ab 2009 war die Aktie von Iamgold zeitweise im Torontoer Leitindex S&P/TSX 60 gelistet. Stephen Letwin wurde am 1. November 2010 zum Chief Executive Officer des Unternehmens ernannt. 2011 wurden die Anteile an der Tarkwa-Mine und der Damang-Mine verkauft sowie die Mupane-Mine in Botswana veräußert und Anfang 2012 dafür Trelawney Mining und deren Lagerstätte Côté Lake in Ontario erworben. 2012 belegte Iamgold den 1658. Platz in der Forbes Global 2000. Die Lagerstätte Quimsacocha in Ecuador wurde im November 2012 an INV Metals veräußert, Iamgold kam dadurch in den Besitz von rund 47 Prozent der Anteile an INV Metals. Anfang 2013 waren die größten Anteilseigner von Iamgold die beiden Gründer, sie hielten rund ein Viertel der Aktien. Weitere Großaktionäre waren Van Eck Global mit rund 18,2 Prozent, BlackRock mit rund 11,7 Prozent, Oppenheimer Holdings mit rund 4,7 Prozent und die Royal Bank of Canada mit rund 3,8 Prozent.

## Standorte

Standorte von Iamgold (März 2013), der Unternehmenssitz befindet sich im kanadischen Toronto

Iamgold besitzt fünf betriebene Abbaugebiete und Schürfrechte an vier weiteren Lagerstätten, die erschlossen werden.

### Abbaugebiete
In zwei der Abbaugebiete, der Essakane-Mine in Burkina Faso und der Sadiola-Mine, wird Gold abgebaut, die Yatela-Mine wurde 2013 geschlossen. In der Niobec-Mine in Québec wird Niob gewonnen.

#### Westwood

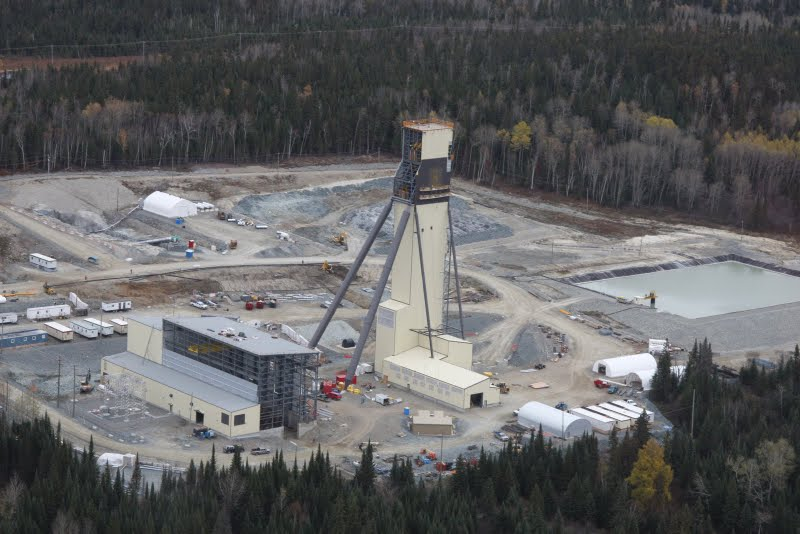
Konstruktion der Schachtanlagen

Das Westwood-Projekt (48° 15′ 5″ N, 78° 25′ 6″ W) liegt in Québec, etwa 2,5 Kilometer östlich der Doyon-Mine. In diesem Gebiet wurde schon in den 1940er Jahren von O’Leary Malartic G.M. Ltd. abgebaut, die Mic-Mac-Mine produzierte zwischen 1942 und 1947 insgesamt 107.000 Feinunzen Gold und 3617 Tonnen Kupfer. Im Zuge der Exploration der Doyon-Mine wurde auch das Westwood-Warrenmac-Gebiet erkundet, 2002 die Westwood-Lagerstätte entdeckt und bis 2007 erforscht. 2014 wurde der kommerzielle Betrieb aufgenommen.
Wie die Doyon-Mine gehört Westwood zum Cadillac-Bousquet-Goldgürtel, die Lagerstätte befindet sich in archaischen vulkanischen und intrusiven Gesteinen. Das Abbaugebiet kann hauptsächlich in drei von der Oberfläche in die Tiefe gehende Mineralzonen unterteilt werden. In den beiden nördlicheren sind die Goldvorkommen an Erzgänge mit einer Quarz-, Pyrit-, Chalkopyrit- und Sphalerit-Paragenese in alterierten, vulkanischem Felsengestein gebunden. Die südlichste Zone besteht aus goldreichen Pyrit-Sphalerit-Adern, lokal konzentrierten massiven Sulfidbändern (bis 20 Zentimeter dick) und kleineren goldhaltigen sulfidreichen Quarzgängen. Nach Inbetriebnahme soll das Bergwerk 186.000 Feinunzen Gold pro Jahr produzieren, mit Kosten von 358 US-Dollar pro Unze. Die Abbauzeit wird auf 16 Jahre veranschlagt.
| Art der Reserven       | Menge (2010)           | Goldgehalt pro Tonne | Feinunzen       |
| ---------------------- | ---------------------- | -------------------- | --------------- |
| Nachgewiesene Reserven | 0,719 Millionen Tonnen | 11,6 Gramm           | 0,269 Millionen |
| Geschätzte Reserven    | 9,7 Millionen Tonnen   | 11,1 Gramm           | 3,467 Millionen |

#### Côté Gold

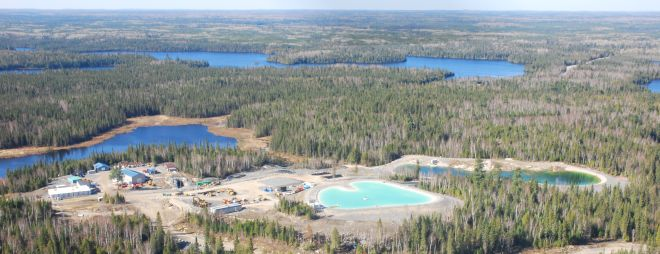
Lagerstätte und umliegende Landschaft

Côté Gold (47° 33′ 16″ N, 81° 55′ 41″ W) liegt etwa 130 Kilometer südwestlich von Timmins in der Provinz Ontario. Die Lagerstätte befindet sich im Hangenden der Gesteine des Swayze-Grünsteingürtels, der südwestlichen Erweiterung des Abitibi-Grünsteingürtels, der sich aus kalk-alkalischen und pyroklastischen Metavulkaniten von saurem bis intermediärem Chemismus, intrusiven Gesteine wie Tonalit, Trondhjemit, Granodiorit und Diorit sowie Migmatiten zusammensetzt. Das intrusive Gestein enthält Gold-Kupfer-Mineralisation in niedrigen bis mittleren Konzentrationen. Die Ausdehnung der Lagerstätte wurde bisher auf 1,2 Kilometer Länge, 100–300 Meter Breite und mehr als 500 Meter Tiefe vermessen, sie geht jedoch noch tiefer. Die Lagerstätte am Côté-See enthält nach Untersuchungen im Jahre 2012 gut acht Millionen Feinunzen Gold, das frühestens 2017 abgebaut werden kann. Der Tagebau soll dann 15 Jahre lang zwischen 400.000 und 500.000 Feinunzen Gold pro Jahr liefern.
| Art der Reserven       | Menge (2012)         | Goldgehalt pro Tonne | Feinunzen      |
| ---------------------- | -------------------- | -------------------- | -------------- |
| Nachgewiesene Reserven | 131 Millionen Tonnen | 0,84 Gramm           | 3,56 Millionen |
| Geschätzte Reserven    | 165 Millionen Tonnen | 0,88 Gramm           | 4,66 Millionen |

#### Sadiola-Mine

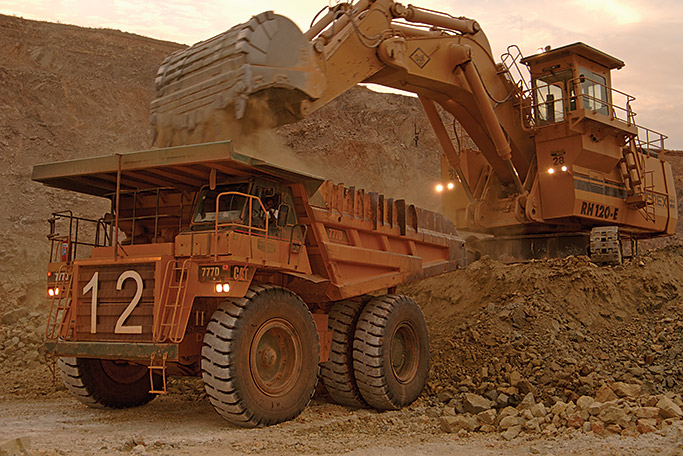
Abbau in der Sadiola-Mine

Die Sadiola-Mine (13° 54′ 2″ N, 11° 40′ 38″ W) liegt im Südwesten von Mali, nahe der Grenze zum Senegal. In diesem Gebiet wurde schon seit mindestens 300 Jahren in kleinen Bergwerken Gold abgebaut. Im Rahmen eines Förderprogramms des Europäischen Entwicklungsfonds wurden zwischen 1987 und 1988 großflächig geochemische Prospektionen durchgeführt. Nahe den Dörfern Sadiola und Dinguilou entdeckte man hohe Konzentrationen von Gold, Arsen und Antimon. Die Gründer von Iamgold erhielten 1990 Schürfrechte für das Gebiet. Im Dezember 1992 wurden die Reserven des durch Verwitterung des Muttergesteins angereicherten Erzes von Sadiola Hill auf 22,3 Millionen Tonnen Gestein mit einem Goldgehalt pro Tonne von 3,3 Gramm geschätzt. Iamgold und Anglo American gründeten ein Joint Venture, an dem auch das Land Mali beteiligt ist, um die Lagerstätte abzubauen. Anglo American übernahm dabei den Betrieb des Tagebaus und der Aufbereitungsanlage, beide Unternehmen hielten 38 Prozent des Joint Ventures. Im Dezember 1996 wurden die ersten Goldbarren gegossen, im März 1997 begann die kommerzielle Produktion. 2009 stockten Iamgold und Anglogold Ashanti ihre Anteile am Joint Venture auf jeweils 41 Prozent der Aktien auf, die Regierung Malis hält seitdem noch 18 Prozent.
Die Goldlagerstätten von Sadiola Hill sind an eine tektonische Struktur (Kenieba-Kedougou-Fenster) im paläoproterozoischen Kenema-Man-Schild gebunden. Zwischen der älteren aus kalk-alkalischen Batholithen zusammengesetzten Saboussire-Formation und der jüngeren Kofi-Formation aus Gesteinen der Grünschiefer- und Amphibolit-Fazies verläuft die senegalesisch-malische Scherzone, an die mehrere Goldlagerstätten gebunden sind. Im nördlichen Ende der Kofi-Formation befindet sich die Sadiola-Mine. Die vorherrschenden Nebengesteine des Erzes sind Grauwacke, Marmor, Diorit und Quarz-Feldspat-Porphyr. Der Goldgehalt pro Tonne Gestein schwankt zwischen 2 und 20 Gramm, oft ist das Gold sehr feinkörnig (um 15 Mikrometer). 2011 produzierte die Sadiola-Mine 121.000 Feinunzen Gold bei Produktionskosten von 722 US-Dollar pro Feinunze. Vom Jahr 2011 ausgehend wird voraussichtlich noch gut 8 Jahre im Tagebau Gold abgebaut werden können.
| Art der Reserven           | Menge (2011)             | Goldgehalt pro Tonne | Feinunzen       |
| -------------------------- | ------------------------ | -------------------- | --------------- |
| Nachgewiesene Reserven     | 107,109 Millionen Tonnen | 1,6 Gramm            | 2,298 Millionen |
| Geschätzte Reserven        | 172,015 Millionen Tonnen | 1,6 Gramm            | 3,471 Millionen |
| Weitere vermutete Reserven | 045,04 Millionen Tonnen  | 1,6 Gramm            | 0,926 Millionen |

#### Niobec-Mine

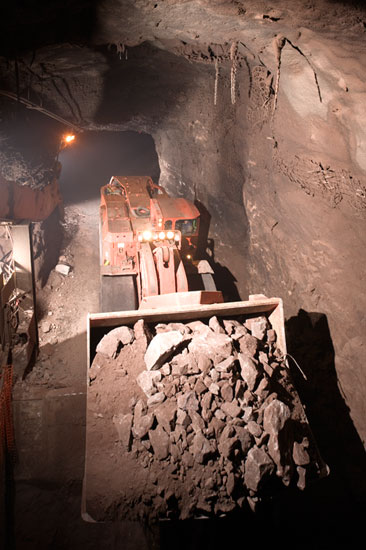
Abbau unter Tage

Die Niobec-Mine (48° 31′ 54″ N, 71° 9′ 27″ W) liegt etwa 25 Kilometer nordwestlich von Chicoutimi in der Provinz Québec, in Untertagebau wird dort Niob gefördert. Die Lagerstätte wurde 1967 von Soquem Inc. entdeckt, 1976 begann die kommerzielle Förderung von Niob(V)-oxid. Es wurde als Konzentrat nach Europa, Japan und in die USA verkauft, seit 1994 wird das Konzentrat schon an der Niobec-Mine in Ferroniob (enthält etwa 60–70 Prozent Niob, der Rest ist Eisen) weiterverarbeitet. 1986 erwarb Cambior Inc. 50 Prozent der Niobec-Mine von Soquem Inc. 2004 kamen die restlichen 50 Prozent der Mazarin Inc. hinzu. Iamgold übernahm Cambior im November 2006 und vergrößerte die Kapazität der Weiterverarbeitungsanlage; der Schacht des Bergwerks wurde 2008 von 550 Meter auf 817 Meter vertieft.
Das Abbaugebiet befindet sich im südlichen Teil des Saint-Honoré-Karbonatits, einem Teil der Grenville-Struktur auf dem Kanadischen Schild. Der Karbonatit, ein karbonatreiches, magmatisches Intrusivgestein, besteht vorwiegend aus Calcit, Dolomit und Ankerit, seltener Siderit und Magnesit. Das karbonatreiche Gestein, an das die Niob-Mineralisierung gebunden ist, wird vollständig von einer paläozoischen Kalksteinformation und einer jüngeren Konglomeratfolge überlagert. Die Niob-führende Zone ist in Nord-Süd-Richtung etwa 45–180 Meter breit und in Ost-West-Richtung rund 750 Meter lang. Die bisher tiefsten Bohrungen zeigen, dass sie eine vertikale Ausdehnung von mindestens 750 Meter hat. Der Gehalt von Niob(V)-oxid im Gestein schwankt zwischen 0,44 und 0,51 Prozent, der Abbau findet in einer Tiefe von 100–440 Metern statt. Im Bergwerk wird das Erz in Abbaukammern gefördert, die etwa 60 Meter lang und 25 Meter breit sind. Die Niobec-Mine ist der weltweit drittgrößte Produzent von Niob. 2012 lag die Ausbeute bei 4700 Tonnen. Die Umsatzrendite lag bei 15 US-Dollar pro Kilogramm, das Weiterbestehen des Bergwerks wird Anfang 2013 auf 46 Jahre geschätzt.
| Art der Reserven           | Menge (2012)             | Gehalt von Niob(V)-oxid pro Tonne | Tonnen Niob(V)-oxid |
| -------------------------- | ------------------------ | --------------------------------- | ------------------- |
| Nachgewiesene Reserven     | 422,900 Millionen Tonnen | 4,2 Kilogramm                     | 1,768 Millionen     |
| Geschätzte Reserven        | 635,789 Millionen Tonnen | 4,1 Kilogramm                     | 2,563 Millionen     |
| Weitere vermutete Reserven | 83,763 Millionen Tonnen  | 3,1 Kilogramm                     | 0,263 Millionen     |

### Ehemalige Abbaugebiete

#### Yatela-Mine

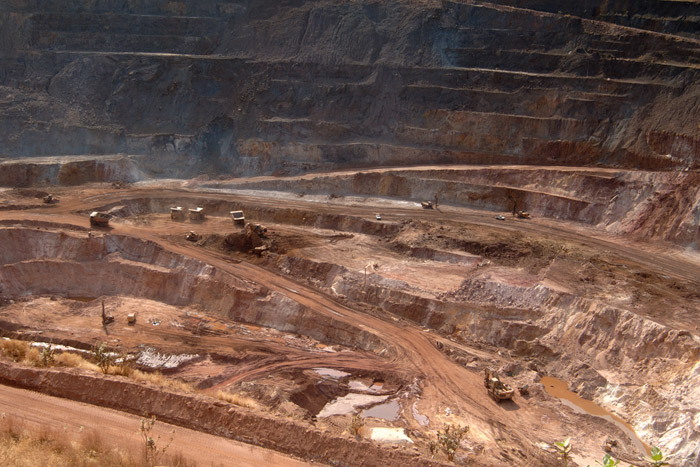
Tagebau der Yatela-Mine

25 Kilometer nördlich der Sadiola-Mine liegt die Yatela-Mine (14° 5′ 8″ N, 11° 45′ 1″ W). Im Zuge der Erkundungen in Sadiola wurde auch im Yatela-Gebiet eine vielversprechende Lagerstätte entdeckt, 1997 kauften Iamgold und Anglo American die Konzession für das Gebiet von Eltin Limited of Australia. Eine Machbarkeitsstudie wurde im November 1999 fertiggestellt und im Februar 2000 erlaubte die Regierung Malis den Abbau des Goldes. 2001 begann die kommerzielle Förderung, 2013 wurde der Abbau wegen der erschöpften Reserven von abbauwürdigem Gestein beendet.
Die Yatela-Mine liegt in derselben tektonischen Struktur, dem Kenieba-Kedougou-Fenster, wie die Sadiola-Mine. Die Vererzung von Gold und fein verteiltem Pyrit ist an eine von Westen nach Osten ansteigende Störungsfläche zwischen Dolomit und Diorit gebunden. Durch die Verkarstung des Dolomits bildete sich eine 220 Meter tiefe Subrosionsmulde heraus, die an der Basis mit diskordant abgelagerten Sandstein- und Schieferblöcken ausgefüllt wurde. Die groben Sedimente werden von einer Wechsellagerung aus feinkörnigem Sand, Kies und Laterit überlagert und bilden die Muldenfüllung. An der Basis der Muldenfüllung ist ein goldangereichertes Eisenerz zu finden, der Lösungsrückstand der Dolomitgesteine. Die Yatela-Mine produzierte 2011 29.000 Feinunzen Gold, die Produktionskosten lagen bei 1438 US-Dollar pro Unze.
| Art der Reserven           | Menge (2011)           | Goldgehalt pro Tonne | Feinunzen |
| -------------------------- | ---------------------- | -------------------- | --------- |
| Nachgewiesene Reserven     | 2,931 Millionen Tonnen | 1,4 Gramm            | 53.000    |
| Geschätzte Reserven        | 3,83 Millionen Tonnen  | 2,1 Gramm            | 91.000    |
| Weitere vermutete Reserven | 0,806 Millionen Tonnen | 2,8 Gramm            | 29.000    |

#### Doyon-Division-Minen

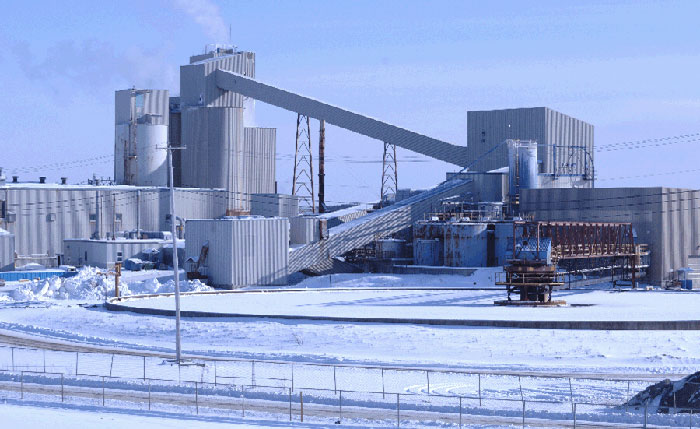
Weiterverarbeitungsanlagen in Doyon

Doyon Division bestand aus den Bergwerken in Doyon (48° 15′ 3″ N, 78° 26′ 34″ W) und Mouska (48° 15′ 25″ N, 78° 31′ 37″ W) im Nordwesten von Québec etwa 80 Kilometer westlich von Val-d’Or. Die Lagerstätte ging 1972 in das Eigentum von Silverstack Mines Company Ltd. und der staatlichen Soquem Inc. über; diese führten zwischen 1972 und 1975 Erkundungen durch. 1975 übernahm Lac Minerals Ltd. die Anteile von Silverstack. An der Doyon-Mine begann 1980 der Abbau im Tagebau, der Übergang zum Untertagebau war 1989 abgeschlossen. Cambior Inc. kaufte 1986 im Zuge der Privatisierung der Soquem Inc. die Mouska-Mine und 50 Prozent der Doyon-Mine, die restlichen Anteile kamen 1998 hinzu. In Mouska begann man im Oktober 1987 mit Erkundungen unter Tage, im Juli 1991 begann der kommerzielle Abbau. Doyon Division wurde im November 2006 im Zuge des Kaufs von Cambior durch Iamgold übernommen. Die Doyon-Mine wurde im Dezember 2009 geschlossen. Während der 29 Jahre, die sie in Betrieb war, wurden gut fünf Millionen Feinunzen Gold produziert. Im Sommer 2012 wurde auch in der Mouska-Mine der Abbau eingestellt, die Arbeiter wechselten größtenteils ins nahe Westwood, wo 2013 der Abbau beginnen soll.
Die Doyon-Division-Lagerstätte befindet sich im südlichen Teil des neoarchaischen Abitibi-Grünsteingürtels, in dem auch als Cadillac-Bousquet-Goldgürtel bekannten Teil des Blake River Megacaldera Complex, einem 2,8 bis 2,6 Milliarden Jahre alten Gebiet mit sich überlagernden Calderas. Der Cadillac-Bousquet-Goldgürtel enthält in einer tektonischen Schwächezone, der Doyon-Dumagami-Deformationszone, einige der produktivsten Goldlagerstätten Québecs. Die Goldvererzung ist an mehrphasig auskristallisierte Erzgänge gebunden. Die Paragenese der Erzgänge besteht aus Quarz (in unterschiedlichen Varietäten), Chalkopyrit, Pyrit, Karbonat und Gold. Die Mouska-Mine baut Gangerze ab, die plutonitische und vulkanische Gesteine durchsetzen und hauptsächlich aus Basalt und Andesit bestehen. Der Goldabbau fand in Quarzadern mit maximal einem Meter Breite statt, die je 5–10 Prozent Chalkopyrit und Pyrit-Pyrrhotin enthielten. Die Jahresproduktion der Mouska-Mine lag 2011 bei 24.000 Feinunzen, die Produktionskosten betrugen 1076 US-Dollar pro Unze.
| Art der Reserven           | Menge (2011)           | Goldgehalt pro Tonne | Feinunzen |
| -------------------------- | ---------------------- | -------------------- | --------- |
| Nachgewiesene Reserven     | 0,163 Millionen Tonnen | 12,4 Gramm           | 065.000   |
| Geschätzte Reserven        | 1,3 Millionen Tonnen   | 05,8 Gramm           | 240.000   |
| Weitere vermutete Reserven | 1,597 Millionen Tonnen | 05,7 Gramm           | 291.000   |

#### Sleeping-Giant-Mine
Die Sleeping-Giant-Mine (49° 7′ 57″ N, 77° 58′ 30″ W) liegt im Nordwesten von Québec, 80 Kilometer nördlich von Amos. Cambior Inc. kaufte 1992 50 Prozent der Anteile am Gebiet, 2005 kam die andere Hälfte dazu. Das Bergwerk hat einen 1060 Meter tiefen Schacht; das Gold ist an erzhaltige Adern gebunden, die in tiefen Schichten teilweise noch Reserven enthalten. 2007 produzierte die Sleeping-Giant-Mine 67.000 Feinunzen Gold mit Produktionskosten von 358 US-Dollar pro Unze. 2008 wurde das Bergwerk wegen der erschöpften Reserven stillgelegt und an Cadiscor Resources verkauft.

#### Mupane-Mine

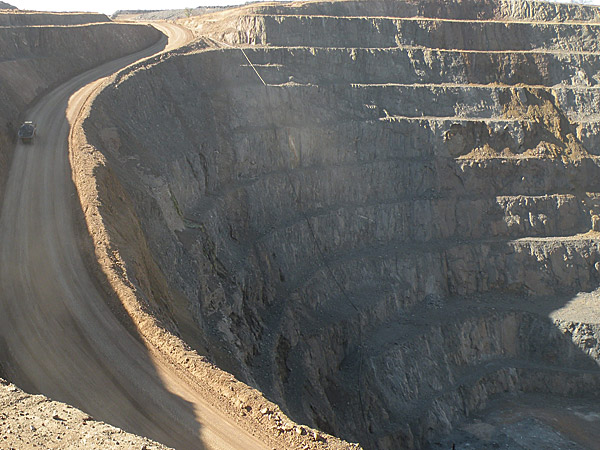
Tagebau der Mupane-Mine

Im Osten von Botswana liegt die Mupane-Mine (21° 21′ 55″ S, 27° 42′ 3″ O), rund 30 Kilometer östlich von Francistown an der Grenze zu Simbabwe. Die Tagebaue befinden sich im Tati-Gebiet, wo Karl Mauch als erster Europäer 1866 Gold fand. Bis 1963 wurde das Gold in kleinen Bergwerken abgebaut, mehrere Unternehmen führten danach weitere Erkundungen durch. Gallery Gold Botswana entdeckte 1998 eine Anomalie in den Mupanipani-Hügeln; Grabungen zeigten, dass es sich um eine Goldvererzung in stark verkieseltem und eisenreichem Chert handelte. Die Einrichtung der Infrastruktur begann 2003 und war im Oktober 2004 beendet, im November wurden die ersten Goldbarren produziert. Iamgold erwarb Gallery Gold im März 2006 und veräußerte 2011 die Mupane-Mine an das kanadische Unternehmen Galane Gold.
Die Lagerstätte liegt im archaischen Tati-Grünsteingürtel, in einem Gebiet mit Aufschlüssen aus silicium- und graphithaltigen Eisenformationen, Konglomeraten, Marmoren, Metapeliten, Para- und Ortho-Amphiboliten. Das Goldmineralisation ist zusammen mit Arsenopyrit, Pyrrhotin, Silikaten und seltener Magnetit an die Chert-Gesteine gebunden. Der größte Tagebau, Tau, hat eine Ost-West-Ausdehnung von 300 Metern und besteht aus zwei Eisenformationen, die sich in einer Tiefe von 80 bis 140 Metern vereinigen. Bis zu einer Tiefe von 250 Metern wird das Gestein abgebaut, die Dicke der erzhaltigen Zone variiert zwischen zehn und 40 Metern. 2009 wurden in der Mupane-Mine 51.000 Feinunzen Gold produziert, bei Produktionskosten von 735 US-Dollar pro Unze.
| Art der Reserven           | Menge (2009)           | Goldgehalt pro Tonne | Feinunzen |
| -------------------------- | ---------------------- | -------------------- | --------- |
| Nachgewiesene Reserven     | 3,16 Millionen Tonnen  | 2,0 Gramm            | 199.000   |
| Geschätzte Reserven        | 4,019 Millionen Tonnen | 2,1 Gramm            | 266.000   |
| Weitere vermutete Reserven | 0,918 Millionen Tonnen | 2,8 Gramm            | 080.000   |

### Weitere Lagerstätten
Von den erschlossenen Gebieten ist Camp Caiman in Französisch-Guayana ein mögliches Goldabbaugebiet, beim Rare Earth Element Project in Québec sucht man nach Metallen der Seltenen Erden. Neben den Gebieten, die für einen Abbau vorbereitet werden, untersucht Iamgold Flächen in Guyana, Brasilien, den Anden und Westafrika auf Goldvorkommen.

#### Camp Caiman

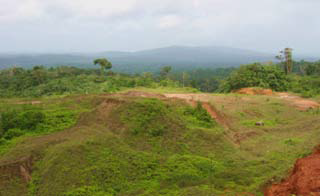
Camp-Caiman-Gebiet

Camp Caiman (4° 33′ 57″ N, 52° 12′ 56″ W) liegt etwa 45 Kilometer südöstlich von Cayenne, der Hauptstadt Französisch-Guayanas. Die Lagerstätte wurde im Rahmen von Untersuchungen des Bureau de recherches géologiques et minières für das Industrieministerium zwischen 1975 und 1995 entdeckt. 1994 erwarb das Unternehmen ASARCO das Gebiet bei einer Auktion und erforschte es zwischen 1996 und 1999; dabei wurden zwei abbauwürdige Goldvorkommen gefunden. Die erste Machbarkeitsstudie wurde im Jahr 1999 gefertigt, die zweite 2003. Im selben Jahr übernahm Cambior Inc. das Projekt und führte weitere Probebohrungen durch, 2006 kaufte Iamgold Cambior Inc. und damit das Camp-Caiman-Projekt. Wegen eines Moratoriums für alle Bergbau- und Explorationsaktivitäten lehnte es die französisch-guyanische Regierung 2008 ab, die Abbaugenehmigung für den Tagebau zu erteilen; seit 2009 versucht Iamgold sie durch rechtliche Schritte zu erhalten.
Die Geologie in Camp Caiman besteht hauptsächlich aus drei übereinanderliegenden Gesteinsformationen. Die unterste wird aus Gesteinen der Paramaca-Formation gebildet und besteht aus mafischen Vulkangesteinen. Darüber wurden Pelite und Grauwacken der Armina-Formation abgelagert. Das Hangende gehört zur Orapu-Formation und besteht aus einem Konglomerat von Sandsteinen und Quarzkiesen. Die Goldvererzung befindet sich hauptsächlich in Sedimentschichten der Armina-Formation, in einem leicht nach Südwesten hin abfallenden Sattel. Dieser wird mehrfach von bis zu 40 Meter breiten Dolerit-Gängen durchtrennt. Bei Inbetriebnahme soll Camp Caiman sieben Jahre lang aktiv sein und 125.000 Feinunzen Gold im Jahr produzieren, bei Produktionskosten von 320 US-Dollar pro Unze.
| Art der Reserven           | Menge (2008)            | Goldgehalt pro Tonne | Feinunzen       |
| -------------------------- | ----------------------- | -------------------- | --------------- |
| Nachgewiesene Reserven     | 12,285 Millionen Tonnen | 2,8 Gramm            | 1,114 Millionen |
| Geschätzte Reserven        | 20,442 Millionen Tonnen | 2,5 Gramm            | 1,615 Millionen |
| Weitere vermutete Reserven | 03,767 Millionen Tonnen | 2,1 Gramm            | 0,249 Millionen |

#### Rare Earth Element Project
Das Rare Earth Element Project (48° 32′ 29″ N, 71° 9′ 10″ W) befindet sich einen Kilometer nördlich der Niobec-Mine in Québec. Dort lagern Metalle der Seltenen Erden; die Lagerstätte befindet sich derzeit noch in der Erkundungsphase. Das Gebiet gehört zum Saint-Honoré-Karbonatit; die Erzlagerstätte ist hauptsächlich an feldspatreiche Gesteine, feldspatführende Syenite sowie Dolomite gebunden, die durch das Auftreten von Pyrochlor, Magnetit, Biotit, Apatit und Calcit gekennzeichnet sind. Erste Proben wurden bereits 1985 genommen, 2011 und 2012 wurden Bohrungen bis auf maximal 750 Meter Tiefe durchgeführt, um den Gehalt der verschiedenen Metalle zu bestimmen. Ungefähr 91 Prozent machen Cer, Lanthan und Neodym aus, den Rest weitere sechs Elemente. Die gesamte Lagerstätte wurde 2012 auf ein Volumen von 466,8 Millionen Tonnen Gestein mit einem Gesamtgehalt von 1,65 Prozent Seltene-Erden-Metallen geschätzt.
| Anteil der                    | Ce2O3    | La2O3    | Nd2O3    | Pr2O3   | Sm2O3   | Gd2O3   | Eu2O3    | Dy2O3    | Tb2O3    |
| ----------------------------- | -------- | -------- | -------- | ------- | ------- | ------- | -------- | -------- | -------- |
| Gesamtmenge (2012)            | 7913 ppm | 4083 ppm | 3039 ppm | 868 ppm | 340 ppm | 161 ppm | 70,0 ppm | 45,9 ppm | 12,5 ppm |
| Seltenerdmetalle-Menge (2012) | 47,9 %   | 24,5 %   | 18,4 %   | 5,26 %  | 2,06 %  | 0,97 %  | 0,42 %   | 0,28 %   | 0,076 %  |

## Produktion

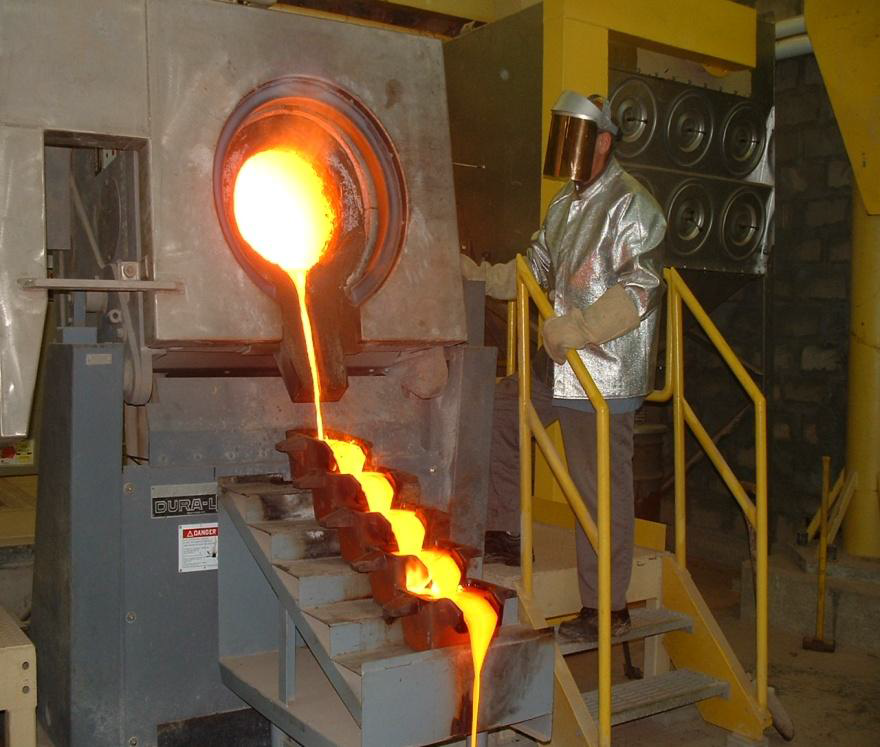
Goldschmelze der Rosebel-Mine

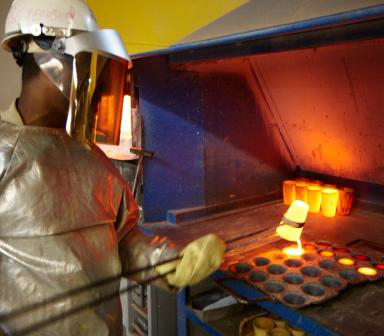
Formgießen von Gold in der Rosebel-Mine

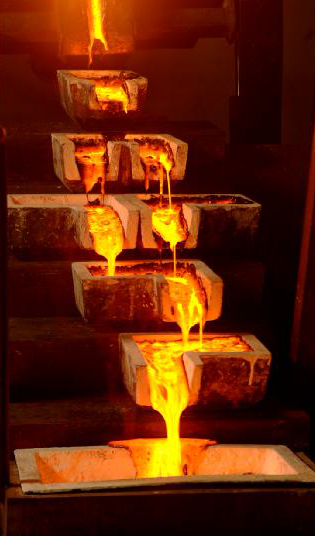
Goldschmelze der Sadiola-Mine

Die jährlich produzierte Menge Gold in Feinunzen der einzelnen Bergwerke und insgesamt, die Menge Niob in Tonnen. Bei Bergwerken, an denen Iamgold nur Anteile hält, ist die hier aufgeführte Menge Gold der dem Unternehmen zustehende Teil der Gesamtproduktion.

### 2010er
| Gold           | 2012    | 2011    | 2010    |
| -------------- | ------- | ------- | ------- |
| Rosebel        | 382.000 | 385.000 | 395.000 |
| Essakane       | 315.000 | 337.000 | 122.000 |
| Sadiola        | 100.000 | 121.000 | 118.000 |
| Yatela         | 029.000 | 029.000 | 060.000 |
| Doyon Division | 04.000  | 024.000 | 033.000 |
| Mupane         | –       | –       | 057.000 |
| Tarkwa         | –       | –       | 139.000 |
| Damang         | –       | –       | 043.000 |
| Gesamt         | 830.000 | 972.000 | 967.000 |

| Niob   | 2012 | 2011 | 2010 |
| ------ | ---- | ---- | ---- |
| Niobec | 4700 | 4600 | 4400 |

### 2000er
| Gold           | 2009    | 2008    | 2007    | 2006    | 2005    | 2004    | 2003    | 2002    | 2001    | 2000    |
| -------------- | ------- | ------- | ------- | ------- | ------- | ------- | ------- | ------- | ------- | ------- |
| Rosebel        | 392.000 | 315.000 | 262.200 | 038.000 | –       | –       | –       | –       | –       | –       |
| Sadiola        | 135.000 | 172.000 | 140.600 | 189.620 | 167.960 | 174.040 | 171.760 | 182.366 | 203.698 | 232.348 |
| Yatela         | 089.000 | 066.000 | 120.000 | 140.800 | 098.800 | 096.800 | 087.200 | 107.428 | 049.760 | –       |
| Doyon Division | 109.000 | 118.000 | 131.000 | 023.000 | –       | –       | –       | –       | –       | –       |
| Sleeping Giant | –       | 069.000 | 067.000 | 08.000  | –       | –       | –       | –       | –       | –       |
| Mupane         | 051.000 | 101.000 | 086.000 | 065.000 | –       | –       | –       | –       | –       | –       |
| Tarkwa         | 125.000 | 119.000 | 123.984 | 136.269 | 137.025 | 104.517 | 104.895 | –       | –       | –       |
| Damang         | 038.000 | 037.000 | 034.020 | 041.202 | 043.281 | 055.944 | 057.267 | –       | –       | –       |
| Gesamt         | 939.000 | 997.000 | 964.804 | 641.891 | 447.066 | 431.301 | 421.122 | 289.794 | 253.458 | 232.348 |

| Niob   | 2009 | 2008 | 2007 | 2006 | 2005 | 2004 | 2003 | 2002 | 2001 | 2000 |
| ------ | ---- | ---- | ---- | ---- | ---- | ---- | ---- | ---- | ---- | ---- |
| Niobec | 4106 | 4396 | ???  | ???  | –    | –    | –    | –    | –    | –    |

### 1990er
| Gold    | 1999    | 1998    | 1997    |
| ------- | ------- | ------- | ------- |
| Sadiola | 206.323 | 192.323 | 138.597 |

## Kritik

### Unternehmen
Iamgolds Aktivitäten in Westafrika, vor allem in Ghana, wurden immer wieder wegen Umweltzerstörung und Vertreibung der lokalen Bevölkerung kritisiert. An der Tarkwa-Mine in Ghana half die lokale Polizei den Bergwerksbetreibern, wenn Bauern ihren Boden nicht verlassen wollten. Insgesamt wurden mindestens 20.000 Menschen für den Bergbau zwangsumgesiedelt. Im Dezember 1999 wurden bei Demonstrationen gegen die Entlassung von 1000 Arbeitern des Bergwerks mehrere Personen von der Polizei erschossen und verwundet. An der Sadiola-Mine in Mali hat die Goldförderung zu schlechteren Lebensbedingungen für die Bevölkerung geführt. Menschen, die früher in kleinen Bergwerken oder in der Landwirtschaft arbeiteten, wurden arbeitslos als ihr Land für den Bergbau übernommen wurde, die begrenzte lokale Infrastruktur ist durch den Bevölkerungszuwachs überfordert. Iamgold und Anglogold Ashanti weigern sich teilweise Entschädigungen zu zahlen, etwa wenn sie bewirtschaftete Felder durch Straßenbau zerstören oder Tiere durch ausgelaufene Cyanidlauge vergiftet werden. Die Lagerstätte Quimsacocha in Ecuador liegt im Páramo. Die örtliche Bevölkerung vermutet, dass ihre Trinkwasserversorgung durch den Bergbau irreparabel beeinträchtigt wird. Im Jahr 2008 verbot die Verfassunggebende Versammlung Ecuadors großangelegten Bergbau im ganzen Land, nach Treffen mit mehreren kanadischen Bergbauunternehmen (darunter Iamgold) wurde das Verbot jedoch zurückgenommen. Die betroffenen Gemeinden haben sich in lokalen Volksabstimmungen mehrmals gegen einen Goldabbau ausgesprochen und wollen gegen die Abbaupläne vorgehen. Die anhaltenden Proteste und dahinschleppende Verhandlungen waren der Grund für den Verkauf an INV Metals. 2012 wurde Iamgold wegen einer Zusammenarbeit mit der staatlichen kanadischen Entwicklungshilfeorganisation Canadian International Development Agency kritisiert. Diese bezahlten 7,5 Millionen kanadische Dollar für Entwicklungshilfe in Burkina Faso, damit wurden die sonst vom Unternehmen finanzierten sozialen Projekte mit Steuergeldern subventioniert.

### Gründer
Vor der Gründung von Iamgold waren Mark Nathanson und William Pugliese in teilweise dubiose Geschäfte verwickelt. Nathanson wurde in Australien geboren und zog in den 1970er Jahren nach England. Er begann sich Dr. Mark Nathanson zu nennen, ohne promoviert zu haben. 1981 gründete Nathanson die Zentraco International S.A., das Unternehmen verkaufte Kommunikations- und Sicherheitstechnik wie Signals-Intelligence-Ausrüstung an Länder im Fernen Osten und Afrika. Zu seinen Kunden gehörte unter anderem Nigeria zur Zeit des Diktators Ibrahim Babangida. William Pugliese ist ein kanadischer Geschäftsmann, der mehrere den Gelben Seiten ähnelnde Branchenverzeichnis-Unternehmen betrieb. Diese schickten Bezahlungsaufforderungen, die Rechnungen der Gelben Seiten ähnelten, an Firmen. Bei Überweisung der geforderten Summe gingen diese davon aus, dass sie einen Eintrag in den Gelben Seiten gekauft hatten. Stattdessen wurden sie in Puglieses relativ unbekannten Unternehmenslisten geführt. 1978 wurde Pugliese nach einer Klage des United States Postal Service wegen Versendung irreführender Aufforderungen verurteilt und musste eine Unterlassungserklärung unterschreiben. 1986 befand der United States Postal Service, dass Pugliese gegen die Erklärung verstoßen hatte, und zwang ihn, eine weitere zu unterschreiben. 1992 verklagte die staatliche Behörde Industry Canada eines von Puglieses Unternehmen wegen irreführender Werbung; da die Aufforderungen jedoch keine Rechnungen waren und einen Haftungsausschluss enthielten, war diese Geschäftspraxis legal.